# Sains-en-Amiénois
Pour les articles homonymes, voir Sains.
Sains-en-Amiénois est une commune française située dans le département de la Somme, en région Hauts-de-France.

## Géographie

### Localisation
Sains-en-Amiénois est un village picard de l'Amiénois.
À vol d'oiseau, la localité est située à 7 km au nord-ouest d'Ailly-sur-Noye, 9 km au sud d'Amiens, 17 km au sud-ouest de Corbie et à 45 km au nord-est de Beauvais.
Le territoire de la commune est limitrophe de ceux de cinq communes.
Les communes limitrophes sont Boves, Cottenchy, Grattepanche, Rumigny et Saint-Fuscien.

### Géologie et relief
Le sous-sol de la commune est de nature calcaire recouvert par le limon des plateaux.
Le relief de la commune est celui d'un plateau culminant à 110 m d'altitude. Sur les coteaux se trouvent les bois.

### Hydrographie
La commune est située dans le bassin Artois-Picardie. Elle n'est drainée par aucun cours d'eau.

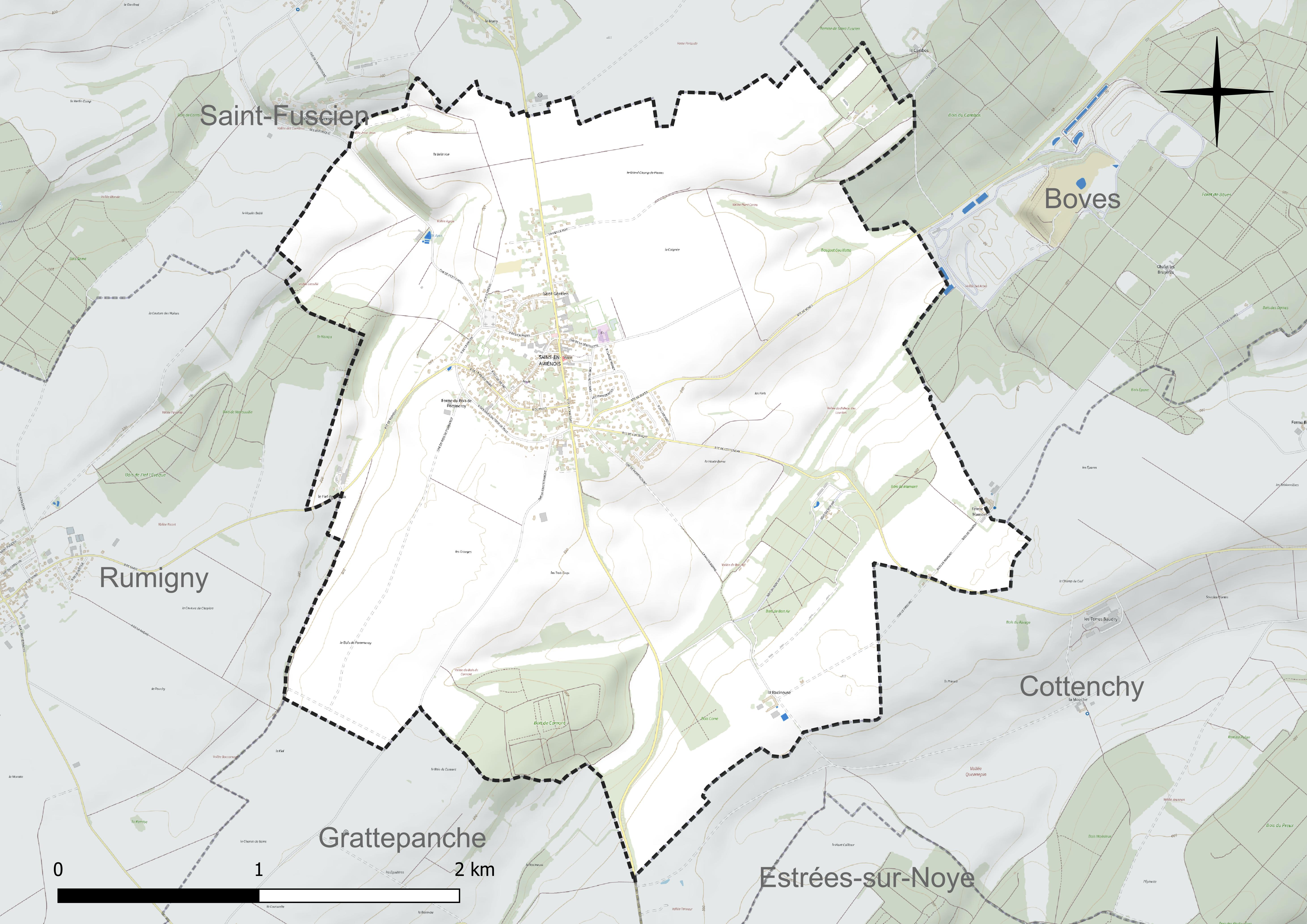
Réseau hydrographique de Sains-en-Amiénois.

### Climat
Pour des articles plus généraux, voir Climat des Hauts-de-France et Climat de la Somme.
En 2010, le climat de la commune est de type climat océanique dégradé des plaines du Centre et du Nord, selon une étude du CNRS s'appuyant sur une série de données couvrant la période 1971-2000. En 2020, Météo-France publie une typologie des climats de la France métropolitaine dans laquelle la commune est exposée à un climat océanique et est dans la région climatique Nord-est du bassin Parisien, caractérisée par un ensoleillement médiocre, une pluviométrie moyenne régulièrement répartie au cours de l'année et un hiver froid (3 °C).
Pour la période 1971-2000, la température annuelle moyenne est de 10,4 °C, avec une amplitude thermique annuelle de 14 °C. Le cumul annuel moyen de précipitations est de 707 mm, avec 11,6 jours de précipitations en janvier et 8,6 jours en juillet. Pour la période 1991-2020, la température moyenne annuelle observée sur la station météorologique la plus proche, située sur la commune de Glisy à 9 km à vol d'oiseau, est de 11,1 °C et le cumul annuel moyen de précipitations est de 646,6 mm,. Pour l'avenir, les paramètres climatiques de la commune estimés pour 2050 selon différents scénarios d'émission de gaz à effet de serre sont consultables sur un site dédié publié par Météo-France en novembre 2022.

## Urbanisme

### Typologie
Au 1er janvier 2024, Sains-en-Amiénois est catégorisée bourg rural, selon la nouvelle grille communale de densité à sept niveaux définie par l'Insee en 2022.
Elle est située hors unité urbaine. Par ailleurs la commune fait partie de l'aire d'attraction d'Amiens, dont elle est une commune de la couronne,. Cette aire, qui regroupe 369 communes, est catégorisée dans les aires de 200 000 à moins de 700 000 habitants,.

### Occupation des sols
L'occupation des sols de la commune, telle qu'elle ressort de la base de données européenne d'occupation biophysique des sols Corine Land Cover (CLC), est marquée par l'importance des territoires agricoles (78,8 % en 2018), en diminution par rapport à 1990 (79,8 %). La répartition détaillée en 2018 est la suivante : 
terres arables (76,2 %), forêts (13,4 %), zones urbanisées (7,8 %), zones agricoles hétérogènes (2,6 %). L'évolution de l'occupation des sols de la commune et de ses infrastructures peut être observée sur les différentes représentations cartographiques du territoire : la carte de Cassini (XVIIIe siècle), la carte d'état-major (1820-1866) et les cartes ou photos aériennes de l'IGN pour la période actuelle (1950 à aujourd'hui).

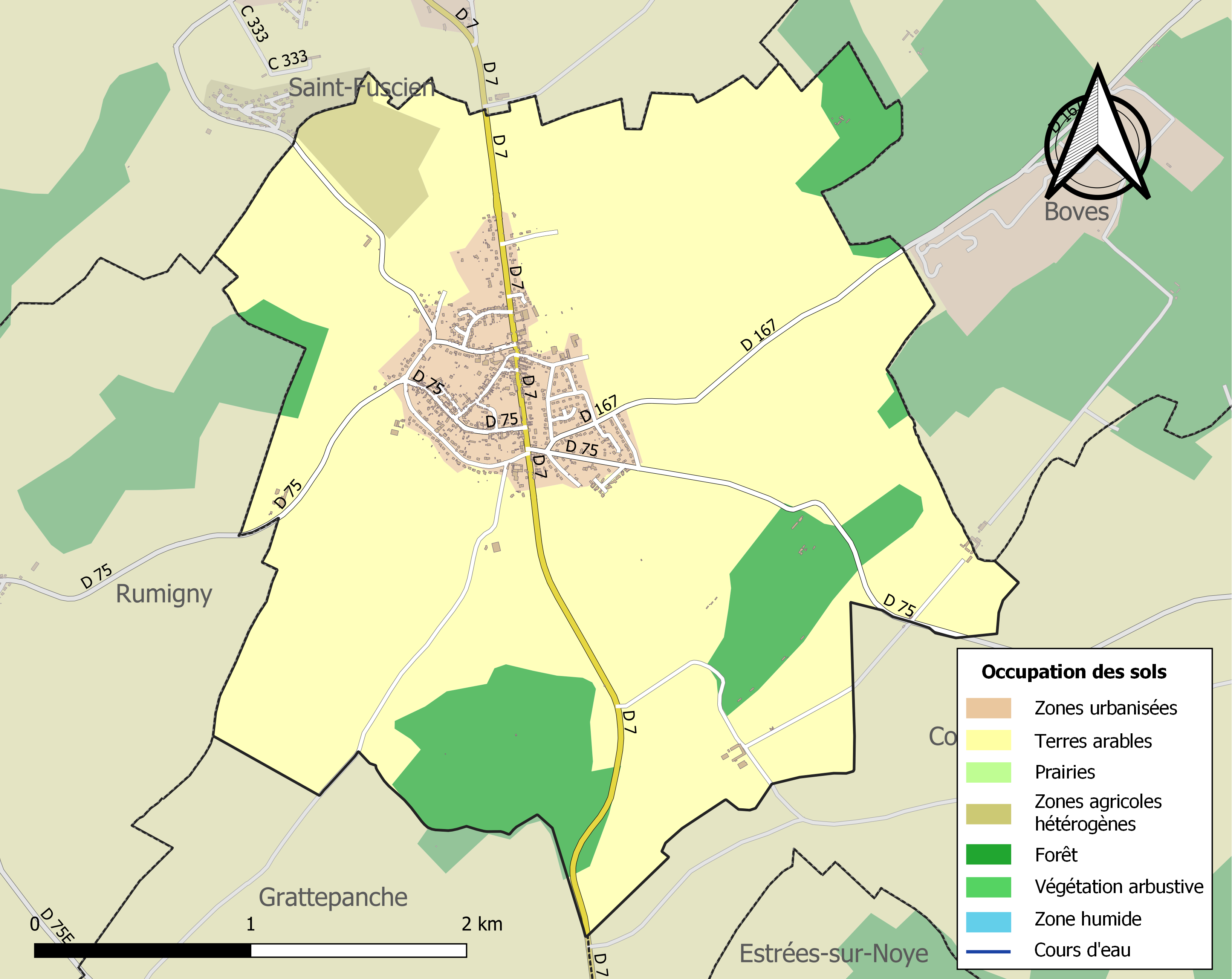
Carte des infrastructures et de l'occupation des sols de la commune en 2018 (CLC).

### Habitat
La commune présente un habitant groupé. La croissance démographique actuelle est liée à la proximité d'Amiens et à l'appartenance de Sains à la communauté d'agglomération d'Amiens Métropole.

## Toponymie
A l'époque romaine, le lieu se nommait Sama. On rencontre à partir du Moyen Age : Sayns, Sayns-en-Amiénois, Sayns-lès-Amiens, Sains puis Sains-en-Amiénois.
Sains viendrait, semble-t-il, du latin Sanctus (saint), dans le sens de « reliques de saint » pour désigner un lieu où l'on conservait des reliques. Sains-en-Amiénois rappelle le martyre des saints Gentien , Fuscien et Victorice,,.
L'Amiénois est un des pays de la Picardie culturelle.

## Histoire

### Antiquité
Nommé à l'origine Sama, le village existait peut-être avant l'occupation romaine. Jules César, en 57 av J. passa l'hiver à Samarobriva et une partie de ses troupes cantonna à Sama. Un lieu-dit Camp-César semble en témoigner.
En 1863, fut retrouvé comme pierre de réemploi dans l'église, un autel romain à quatre personnages sculptés : Hercule, Fortuna, Mars, Cybèle, daté du IIe -IVe siècle. Cet autel est mis en dépôt par le Musée de Picardie dans l'église de Sains depuis 2006.

### Moyen Âge
En 555, on découvrit les reliques des trois martyrs et le roi Childebert aurait ordonné la construction d'une église pour abriter leur tombeau.
Au Moyen Âge, à une date non connue, s'effectua le changement de nom du lieu, et Sama devint Sains - villa de Sanctis - (première mention en 1105).
Dreux de Boves, seigneur de Coucy et comte d'Amiens, était seigneur de Sains. Au (XIIe siècle), Engerrand de Boves fit construire le tombeau des trois martyrs, le pèlerinage à Sains se développa. Il octroya la moitié du village à l'abbaye de Saint-Fuscien.

### Époque moderne
Le roi François Ier vint à Sains, en septembre 1545.
Le roi Henri IV y passa en 1597.
La famille du Gard possédait un fief à Sains et y construisit son château en 1749.

### Epoque contemporaine

#### Guerre de 1870-1871
Le 27 novembre 1870, Sains-en-Amiénois était le sommet d'un triangle Dury-Boves-Sains. En face des Prussiens, la 1re brigade du général Lecointe était retranchée au sud d'Amiens mais elle fut déployée en soutien à la 3e brigade à Gentelles, Cachy et Villers-Bretonneux. Les combats débutèrent le 27 novembre 1870 à 8 h 30 sur le territoire de la commune de Villers-Bretonneux et amenèrent les forces françaises à faire retraite dans la soirée.
Le général von Goeben était à la tête de la division prussienne au sud d'Amiens et le service santé des armées allemandes était installé à Sains.
Lors de l'occupation prussienne, l'abbé Messio, curé de Sains, fit face aux soldats prussiens mais fut mis en garde à vue et subit des vexations.

## Politique et administration
| Période                                  | Période                      | Identité        | Étiquette | Qualité                        |
| ---------------------------------------- | ---------------------------- | --------------- | --------- | ------------------------------ |
| Les données manquantes sont à compléter. |                              |                 |           |                                |
| 2008                                     | mars 2008                    | Marc Leclercq   |           |                                |
| mars 2008                                | mars 2014                    | Daniel Wartelle |           |                                |
| mars 2014                                | En cours (au 8 octobre 2020) | Pierre Lepoetre |           | Réélu pour le mandat 2020-2026 |

## Population et société

### Démographie
L'évolution du nombre d'habitants est connue à travers les recensements de la population effectués dans la commune depuis 1793. Pour les communes de moins de 10 000 habitants, une enquête de recensement portant sur toute la population est réalisée tous les cinq ans, les populations de référence des années intermédiaires étant quant à elles estimées par interpolation ou extrapolation. Pour la commune, le premier recensement exhaustif entrant dans le cadre du nouveau dispositif a été réalisé en 2004.

En 2022, la commune comptait 1 200 habitants, en évolution de +0,25 % par rapport à 2016 (Somme : −1,26 %, France hors Mayotte : +2,11 %).
| 1793 | 1800 | 1806 | 1821 | 1831 | 1836 | 1841 | 1846 | 1851 |
| ---- | ---- | ---- | ---- | ---- | ---- | ---- | ---- | ---- |
| 631  | 606  | 686  | 691  | 745  | 813  | 845  | 806  | 827  |

| 1856 | 1861 | 1866 | 1872 | 1876 | 1881 | 1886 | 1891 | 1896 |
| ---- | ---- | ---- | ---- | ---- | ---- | ---- | ---- | ---- |
| 829  | 779  | 791  | 777  | 766  | 701  | 700  | 617  | 633  |

| 1901 | 1906 | 1911 | 1921 | 1926 | 1931 | 1936 | 1946 | 1954 |
| ---- | ---- | ---- | ---- | ---- | ---- | ---- | ---- | ---- |
| 637  | 674  | 623  | 525  | 507  | 506  | 509  | 500  | 462  |

| 1962 | 1968 | 1975 | 1982 | 1990  | 1999  | 2004  | 2006  | 2009  |
| ---- | ---- | ---- | ---- | ----- | ----- | ----- | ----- | ----- |
| 445  | 453  | 605  | 936  | 1 054 | 1 075 | 1 226 | 1 237 | 1 183 |

| 2014  | 2019  | 2022  | - | - | - | - | - | - |
| ----- | ----- | ----- | - | - | - | - | - | - |
| 1 188 | 1 220 | 1 200 | - | - | - | - | - | - |

C'est surtout depuis l'an 2000 que la commune a vécu une véritable explosion démographique. En effet, le développement des nouveaux lotissements à l'est de la commune, l'aménagement du parc, des terrains de tennis et la rénovation du terrain football ont sûrement contribué à augmenter la population (à la fin de 2006, Sains-en-Amiénois comptait environ 1 250 habitants).

### Enseignement
L'école primaire publique La Sentelette compte 138 élèves pendant l'année scolaire 2016-2017. Elle est classée en zone B, dans l'académie d'Amiens.

## Économie

### Activités économiques et de services
L'activité économique de Sains est encore marquée par l'agriculture même si la majorité de la population active travaille hors de la commune, dans l'agglomération amiénoise. La vie des habitants est donc rythmée par les migrations pendulaires.
Les services se composent de commerces de proximité et d'établissement scolaire maternelle et primaire.

## Culture locale et patrimoine

### Lieux et monuments

#### Église Saint-Fuscien, Saint-Victoric et Saint-Gentien
L'église de Sains-en-Amiénois, dédiée aux trois saints (Fuscien et Victoric, évangélisateurs, et Gentien, habitant les ayant aidé) arrêtés sur place puis martyrisés dans le village ou à proximité, date du XVe siècle. Contre la face nord de la nef fut ajouté un bas-côté au XVIe siècle.
Vers 1900, le clocher était « surmonté d'une flèche aiguë ».
L'église abrite le tombeau des trois saints (XIIe siècle). Il s'agit d'une pierre plate sculptée, soutenue par six petits piliers, à l'endroit où leurs trois corps reposèrent jusqu'au IXe siècle. Longue de 2,36 m, cette dalle est divisée en deux parties sur son dessus. La zone supérieure représente, à taille réelle, un peu comme des gisants, les trois saints (portant cheveux longs et barbe) côte à côte. Celui à gauche et celui à droite ont le visage légèrement tourné vers celui du centre. La zone inférieure illustre leur exécution, réalisée à l'épée par un bourreau et en présence d'un homme à cheval, le gouverneur romain, Rictiovare. Large de 1,10 m, son épaisseur de 20 cm est ornée sur les quatre faces d'une guirlande végétale.
La cuve baptismale date aussi du XIe siècle.
Quant à la Vierge en grès blanc (XIIIe siècle) et le maître-autel (XVIIIe siècle), ils étaient à l'origine dans l'abbaye de Selincourt.

Église des Saints-Fuscien-Victoric-et-Gentien
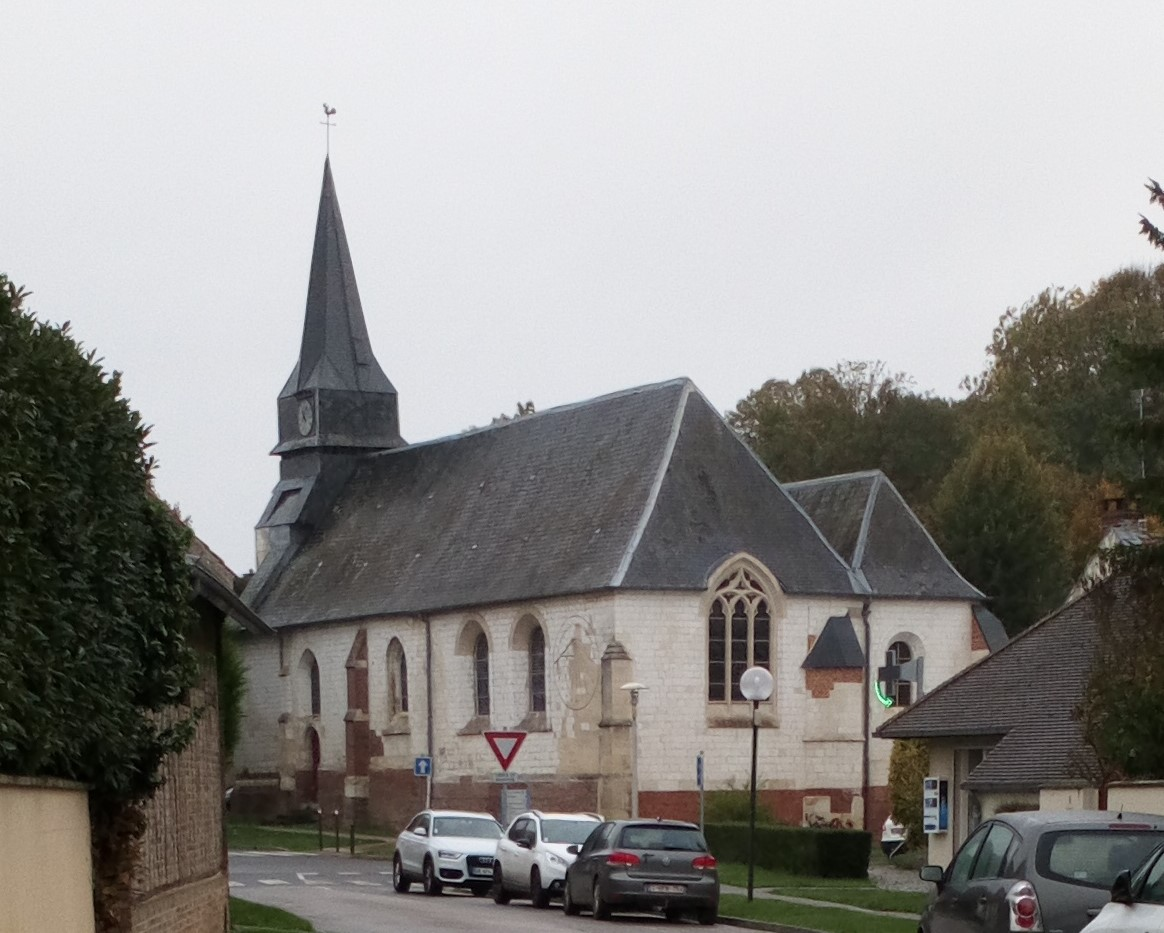
L'église de Sains.
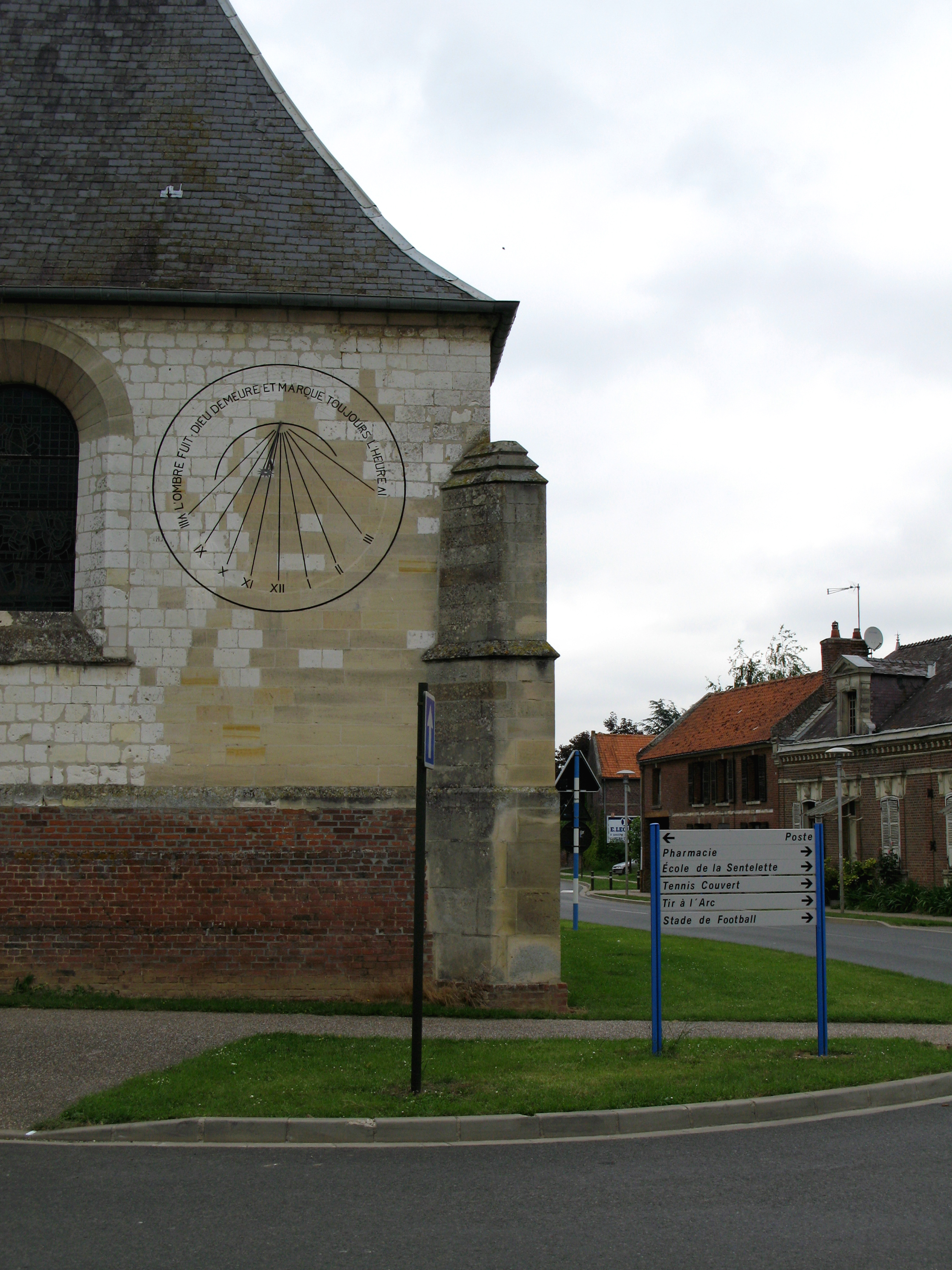
Le cadran solaire de l'église.
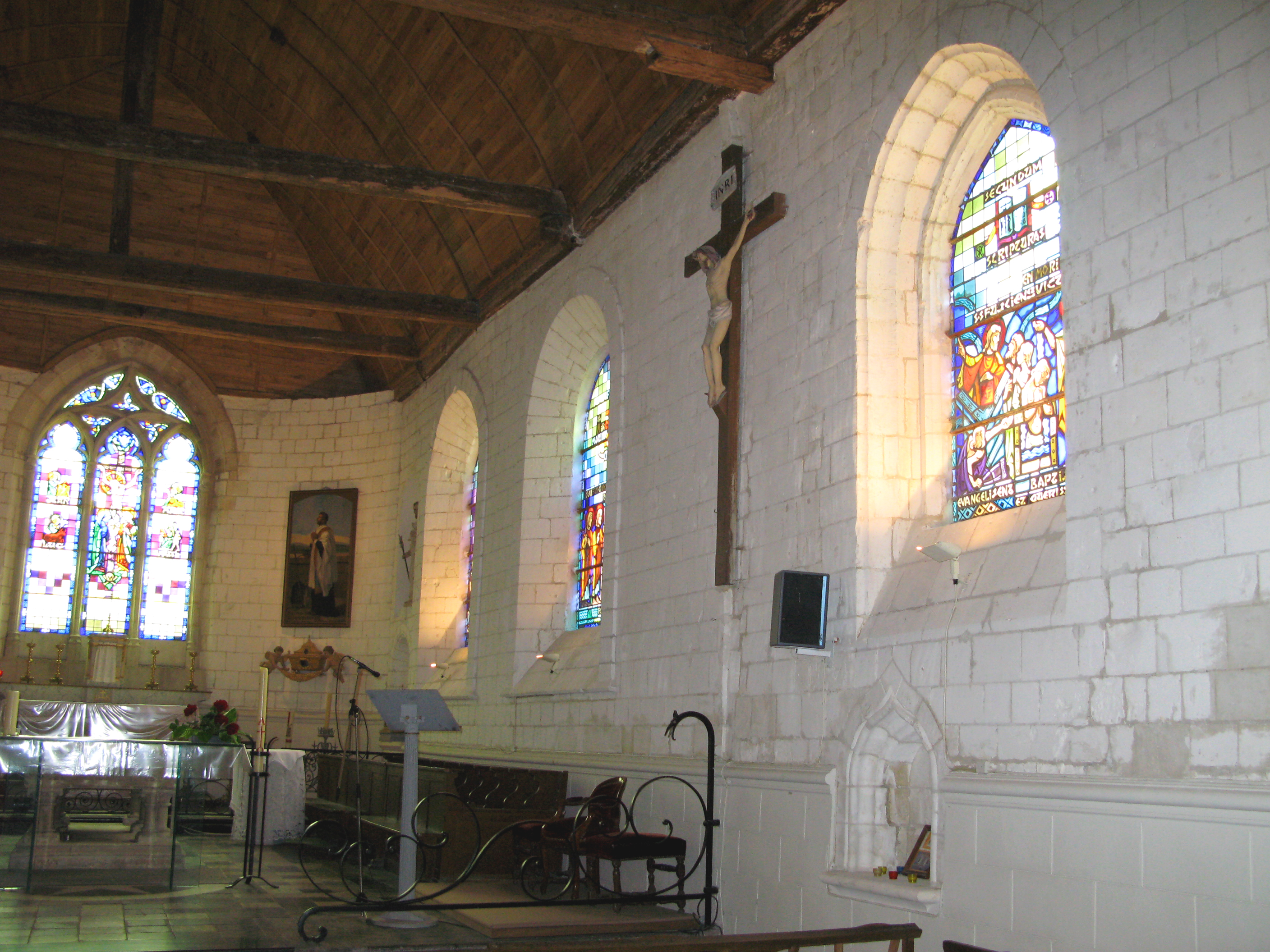
Le chœur et le tombeau.
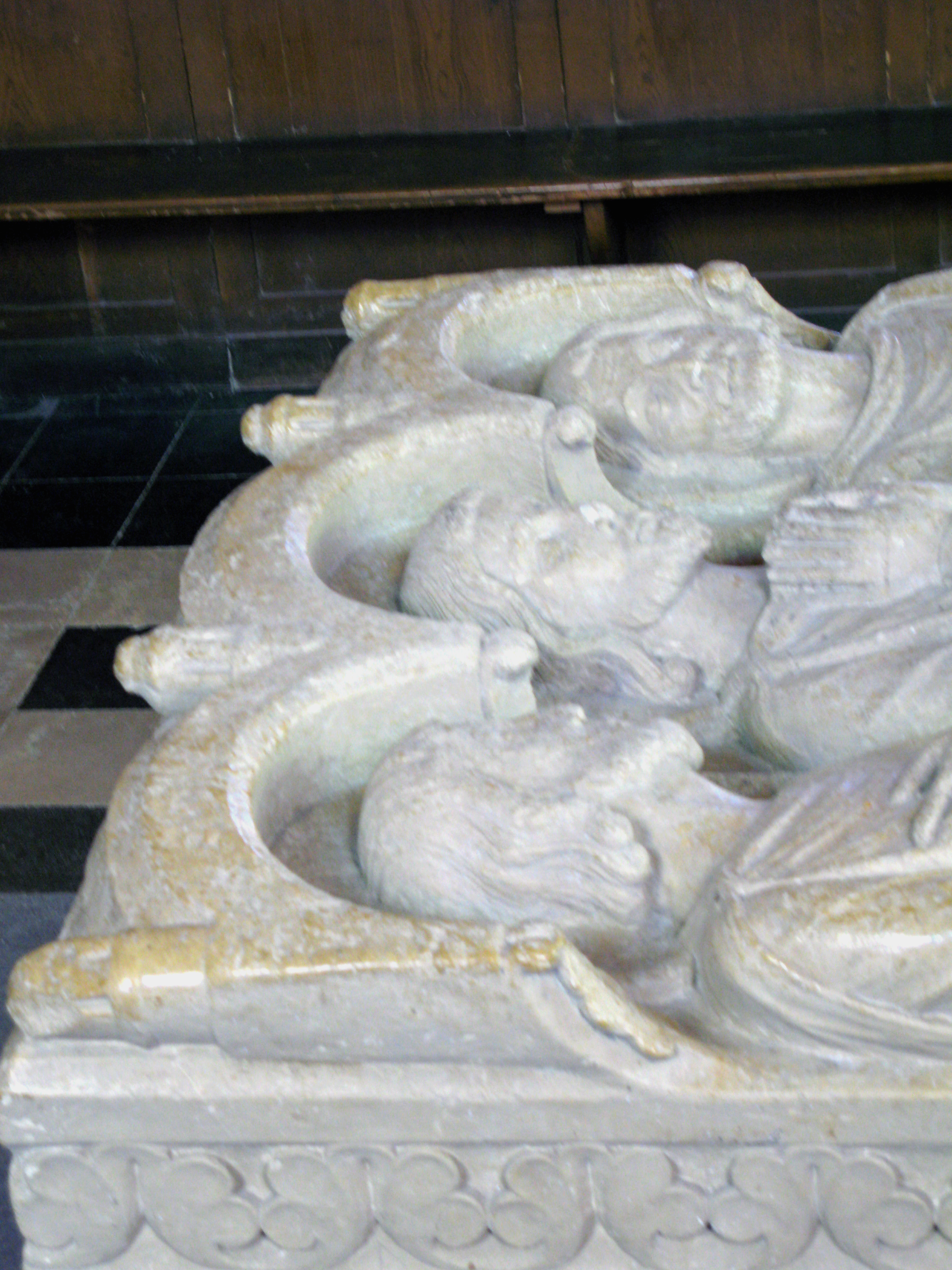
La dalle du tombeau des trois saints.

#### La Roseraie
La Roseraie et son parc sont inscrits au titre des Monuments Historiques par arrêté préfectoral du 5 mars 2020.
La Roseraie a été construite en 1866 à Sains-en-Amiénois par Bénoni Vagniez-Fiquet (1800-1873), riche marchand de rouenneries et étoffes en gros à Amiens. À l'époque, M. Vagniez réalise un placement financier : la Roseraie est une gendarmerie concédée à l'État français.
On remarque la maison principale, dotée d'une tour d'observation (sans toit), les écuries face à la maison, et les trois prisons dans la cour. La Roseraie restera une gendarmerie pratiquement jusqu'à la Première Guerre mondiale.
Début 1900, la Roseraie appartient à sa fille, Jeanne Vagniez-Renon, sœur de Marie-Louise Vagniez-Renon (1884-1944) qui épousera André Bouctot (1882-1972), rentier rouennais, le 11 juillet 1906. André Bouctot construit une luxueuse résidence principale à Amiens, rue des Otages, avec l'architecte Duthoit : l'hôtel Bouctôt-Vagniez. Aujourd'hui, cet hôtel, qui abritait la chambre régionale de commerce et d'industrie d'Amiens, a été revendu à la Compagnie de Phalsbourg qui prévoit de les transformer en un hôtel de luxe.
Il est probable que les aménagements du parc de la Roseraie, invisibles sur les cartes postales de 1903, ont été réalisés vers 1906 pour Jeanne par les mêmes artisans : un bassin est creusé avec des canaux, au centre du parc. Une grotte, au fond du parc, abrite des jets d'eau. Il y a aussi un labyrinthe de verdure, avec un kiosque (toujours présent), au centre du parc. Le parc, à cette époque, couvre plus de quatre hectares. Après le décès de Jeanne, sans descendance, André Bouctot rachète la Roseraie aux héritiers Vagniez en 1930 et quitte définitivement son hôtel particulier pour s'y installer avec son épouse en 1936.
En 1940, la Roseraie héberge le P.C. du commandant Junin (cf. plaque sur la maison) pendant quelques jours. Grâce à la vision panoramique offerte par la tour, les artilleurs ajustent les tirs de cinq batteries sous les directives d'un observateur haut placé, et mettront hors de combat une vingtaine de chars allemands avant de se replier. À partir de 1942, la Roseraie est occupée par les Allemands, et ce jusqu'à la Libération. Ce sont les Allemands, certainement échaudés par les faits de guerre du commandant Junin, qui ont démonté la tourelle d'observation…
À la mort de Marie-Louise Vagniez en 1944, André Bouctot – ivre de chagrin – se retire à la Roseraie et laisse la propriété à l'abandon. Il se referme sur lui-même et devient un « original », avec de longs cheveux blancs et une grande barbe. On le voit errer dans les bois avec ses chiens. Il vit dans la cuisine et dans une pièce. Le charbon est entreposé près de l'escalier. Il pleut dans le grand salon sur les meubles anciens…
André Bouctot meurt en 1972 sans héritiers directs. La maison est entièrement vidée, et quasiment ouverte à tous vents. En 1975, Béatrice Lecomte-Vagniez (1936-1983) et son époux, Pierre Lecomte (1928-2008) achètent, puis entreprennent la restauration de la maison, en très mauvais état. Ils redonnent aussi vie au parc qui était devenu une jungle. La Roseraie appartient aujourd'hui à leur fils cadet, un  descendant direct de Bénoni Vagniez-Fiquet, 6e génération.

#### Oratoire à la Vierge
L'oratoire de la Vierge est situé rue de la Vierge-Marie.

### Héraldique
|  | Lors du concours régional de mai 1875 auquel l'orchestre d'harmonie de Sains était convié, il fallut composer des armoiries. Le 3 juillet 2006, le conseil municipal vota leur adoption comme blason officiel de la commune. Blasonnement : - de gueules à trois bustes des martyrs, accompagnés, en pointe, d'une croisette surmontée d'une épée et d'une palme passées en sautoir, le tout d'or. |